# Роган-Шабо, Луи-Франсуа-Огюст де
Луи-Франсуа-Огюст де Роган-Шабо, 8-й герцог де Роган (фр. Louis-François-Auguste de Rohan Chabot; 29 февраля 1788, Париж, королевство Франция — 8 февраля 1833, Безансон, Франция) — французский кардинал, представитель аристократической семьи Роган. Архиепископ Оша с 23 июня по 15 декабря 1828. Архиепископ Безансона с 15 декабря 1828 по 8 февраля 1833. Кардинал-священник с 5 июля 1830, с титулом церкви Сантиссима-Тринита-аль-Монте-Пинчо с 28 февраля 1831.